# عروس هیولا
عروس هیولا (به انگلیسی: Bride of the Monster) فیلمی ۶۸ دقیقه‌ای به کارگردانی اد وود با بازی تونی مک‌کوی محصول کشور ایالات متحده آمریکا است.